# Тушите свет!
«Тушите свет!» — сатирическая телепрограмма, выходившая на российском телевидении с 31 июля 2000 по 30 апреля 2003 года. Передача нередко позиционировала себя как «информационно-успокоительная». Программа награждена премией «ТЭФИ» в номинации «Лучшая юмористическая программа» в 2001 году, а её ведущие — в 2002. Создатели программы считали её уникальной, так как подобный продукт не производила ни одна другая анимационная студия.

## Описание
Ведущими являлись повзрослевшие и набравшиеся жизненного опыта Хрюша и Степашка, превратившиеся в пролетария Хрюна Моржова и интеллигента Степана Капусту соответственно. Это уже не кукольные, а компьютерные персонажи, которые вместе с ведущим обсуждают недавние политические новости и бытовые проблемы. Хрюну и Степану помогает постоянный корреспондент Филипп Шариков (повзрослевший Филя) и сосед — кот Генка.
В выпусках НТВ обсуждение проходило изначально в собственной студии (являвшейся пародией на оригинальную студию программы «Сегодня»), позже в «студии-трансформер» в телецентре «Останкино», также использовавшейся программами НТВ тех лет («Итоги», «Глас народа», «Футбольный клуб» и другие). На большом экране показывалась настроечная таблица. Малые экраны использовались в новогоднем спецвыпуске 2001 года, показанном 31 декабря 2000 года: на них выводился слайд одной из «зимних» рекламных заставок канала. Во время выхода программы на других каналах (ТНТ, ТВ-6 и ТВС) оформление программы было единым: основная часть программы происходила на кухне Хрюна или в гостиной Степана, начальные интермедии — в других местах.
Большую часть персонажей, включая Хрюна, озвучивал актёр и пародист Алексей Колган. Степана и некоторых второстепенных персонажей озвучивал Александр Леньков. Иногда Колган мог озвучивать и Степана, если Александр Леньков был на гастролях своего театра. Чуть ранее по аналогичным причинам (Алексей Колган гастролировал в Париже) осенью 2000 года в программе временно отсутствовал Хрюн, будучи «под арестом», и тем самым в передачу была введена жена персонажа, Хавронья Моржова — её озвучивала Нина Русланова, а с 2001 года сам Колган.
Практиковались также «включения из гостиницы „Россия“», в ходе которых комментарии по разным вопросам давали эксперты, чьи имена, фамилии и места работы являлись аллюзиями на реальных людей, как, например:
- «Владимир Бряцалов, мастер спирта» (аллюзия на Владимира Брынцалова);
- «Глеб Трепловский, главный имиджмейкер» (аллюзия на Глеба Павловского);
- «Юрий Долго, народный колдун» (аллюзия на Юрия Лонго);
- «Алексей Пудрин, министр без финансов» (аллюзия на Алексея Кудрина);
- «Альфред Хичкох, директор „Газаватпрома“» (аллюзия на Альфреда Коха и Альфреда Хичкока);
- «Попал Попалыч Буратин, большая птица-секретарь» (аллюзия на Павла Бородина);
- «Сергей Спасжилетович Пляжгу, спасатель на песках и на водах» (аллюзия на Сергея Шойгу);
- «Сбигнев Вмагазинский, водкобарон» (аллюзия на Збигнева Бжезинского);
- «госпожа Ультимашенко» (аллюзия на Юлию Тимошенко);
- «господин Нецензуриновский» (аллюзия на Владимира Жириновского);
- «Митрофан Талибанов, аморал-демократ» (аллюзия на Алексея Митрофанова);
- «Михаил Никакой» (аллюзия на Михаила Николаева);
- «Главный имиджмахер г-н Имиджжембский» (аллюзия на Сергея Ястржембского);
- «госпожа Монализа Прайс» (аллюзия на Кондолизу Райс);
- «Лев Старожёнов» (Лев Новожёнов в недалёком будущем) и другие.

Графическое оформление прямых включений из гостиницы «Россия» также является пародией на графическое оформление прямых включений в информационных программах «Сегодня» и «Сейчас» каналов НТВ и ТВ-6 соответственно.
Подготовка сценария программы происходила следующим образом. С раннего утра четверо сценаристов начинали внимательно отсматривать все свежие выпуски новостей, выбирать наиболее подходящую тему для вечернего обсуждения в эфире. Во время просмотра набрасывалась черновая версия диалога Хрюна со Степаном, основные шутки по теме. Большая часть скабрёзностей и остроумных реплик придумывалась уже экспромтом во время записей и перезаписей. После написания сценария приглашался живой ведущий, съёмки которого проходили в отдельном помещении за накрытым скатертью или газетой столом с рядом стоящими стульями. Голоса мультипликационных героев записывались отдельно от съёмочного процесса с живым ведущим.

## История
Идея вечерней программы с повзрослевшими Хрюшей и Степашкой, обсуждающими политические события, возникла у известного мультипликатора Александра Татарского ещё весной 1999 года, вскоре после ухода передачи «Чердачок Фруттис» с ОРТ. Первоначально передача должна была называться «Спокойной ночи, мужики!» и выходить на телеканале ТВ-6 с ведущей Татьяной Лазаревой, но вместо этого на ТВ-6 стал идти перешедший туда «Чердачок». Чуть позже идея привлекла внимание нового главного продюсера НТВ Александра Левина, который давно хотел запустить на канале оперативную сатирическую программу по типу «Кукол».
Долгое время руководство НТВ отказывалось принимать предложение Татарского, указывая на сырость и неконкретность задумки. В частности, по свидетельству Евгения Киселёва, категорически против появления программы на НТВ выступал генеральный директор канала Олег Добродеев. Однако после его ухода на ВГТРК в феврале 2000 года у программы появился шанс выхода в эфир. Тем не менее, было поставлено условие, что взамен авторы получат не деньги, а только эфирное время.
Кастинг на роль ведущего программы проходил долго. Рассматривались кандидатуры Жанны Агалаковой, Марианны Максимовской, Евгения Киселёва и Татьяны Митковой. Кандидатура Льва Новожёнова, предложенная руководством НТВ, была принята единогласно.
Программа появилась в эфире в самый разгар мёртвого сезона — 31 июля 2000 года. Она выходила на телеканале по будням в 22:45 или 23:40 с повтором в утреннем блоке «Сегодня утром». Поначалу зрителями и руководством канала она воспринималась прохладно: программа отсутствовала среди самых популярных как на НТВ, так и в сотне популярных программ за неделю, а руководитель службы социологического анализа НТВ Всеволод Вильчек заявил:

Да, такой ужас в эфир мы выпускаем впервые. Честно говоря, зимой «Тушите свет» вряд ли бы кто пропустил, а вот летом, когда качественных передач становится всё меньше, как раз наступает время экспериментов. Чего нам переживать за успех передачи, мы же ни копейки в её производство не вложили, поэтому и рисковать нечем. Мы хотели бы попросить зрителей о снисходительности! У нас и так хватает смелости признать: всё, что сейчас делают в студии «Пилот-ТВ» — постыдный, вульгарный и грубый гибрид.

На второй год трансляции восприятие программы зрителями изменилось.
После конфликта, связанного со сменой руководства НТВ, с 16 по 19 апреля 2001 года программа выходила на ТНТ в 21:45, после чего она вошла в число перешедших на канал ТВ-6. Её первый выпуск на этом канале вышел в эфир 14 мая в 23:30, причём первые две недели (с 14 по 27 мая) в печатных программах передач она не значилась. В дальнейшем передача выходила по будням в 21:40 с повтором в 9:20, позже в утреннем блоке «День за днём».
Начиная с этого момента в роли соведущих Хрюна и Степана стали выступать ведущие или корреспонденты из бывшего журналистского коллектива НТВ, ведущие неполитических программ ТВ-6 и ТВС, а иногда и ведущие других телеканалов (например, Владимир Познер, Алексей Лысенков и Елена Малышева) или известные политики и творческие люди (например, Николай Харитонов, Марк Захаров и Михаил Швыдкой). В течение конца октября и первой половины ноября 2001 года в заставке программы демонстрировались титры с указанием людей, работавших над ней.
В период отсутствия на телевидении «команды Киселёва» (с 23 января по май 2002 года) аудиоверсия передачи выходила на радиостанции «Эхо Москвы».
В июне 2002 года программа стала выходить на канале ТВС в 20:45 с повтором в утреннем эфире, причём первое время на этом канале, как и на ТВ-6 годом ранее, программу вели только виртуальные герои без живого ведущего в связи с неготовностью подходящей студии для записи разговоров. Затем передачу снова стали вести втроём.
В мае 2003 года, в связи с неблагоприятной экономической ситуацией на ТВС, «Тушите свет» вместе с «Кремлёвским концертом» от той же студии-производителя было решено закрыть. Последний выпуск программы (относящийся к числу внеэфирных) завершается тем, что сосед героев Генка заколотил досками логотип передачи и произнёс фразу «Вот так вот, теперь не отколупнётеся!», после чего злорадно смеётся. С 12 по 22 мая 2003 года программа ещё продолжала упоминаться в печатных телепрограммах (как еженедельных, так и ежедневных), но вместо премьерных выпусков в эфир выходили только повторы (до 16 мая). Страничка программы на сайте ТВС перестала обновляться с конца апреля; в базе данных одного из бывших сетевых видеоархивов передач канала за период с 12 по 16 мая 2003 года также указаны только повторы.
После закрытия ТВС 1 сентября 2003 года в эфир вышла вторая версия программы на НТВ под названием «Красная стрела». Также полностью изменена сюжетная линия: там Хрюн и Степан выступали в роли проводников поезда «Красная стрела» и беседовали с юмором на различные темы, преимущественно политического характера. Филипп стал алкоголиком, но продолжал заниматься информационной деятельностью: продавать газеты, проводить опросы и прочее. Генка стал смотрителем станции Бологое-Московское, где делает важные объявления «живой» громкоговоритель. Передача выходила четыре раза в неделю с понедельника по четверг в 22:40 (после информационной программы «Страна и мир»), в среду (с 2004) к ним присоединялся Лев Новожёнов или другой ведущий. Повтор программы первое время шёл в 12:35 по будням на следующий день, с конца сентября 2003 года он показывался в рамках утреннего блока «Утро на НТВ» в 8:35. В случае, если на 22:40 попадала прямая трансляция матча футбольной Лиги Чемпионов, программа (как и «Тушите свет» во времена НТВ) не выходила в эфир.
С апреля 2004 года стала выходить «Красная стрела. Спецвагон», где Хрюн и Степан сидели в ресторане на станции Бологое-Московское и беседовали с гостями. 10 июля 2004 года вышел последний выпуск «Красной стрелы». В этом же году программа получила премию «ТЭФИ».

## Критика
Некоторыми телезрителями программа уже на первых порах воспринималась резко негативно.
Особо негативную реакцию среди части зрителей и сотрудников канала также вызвал выпуск, который был посвящён аварии на АПЛ «Курск». Критики посчитали, что в рамках юмористической программы некорректно обсуждать трагические события. На одном из митингов лидер «Трудовой России» Виктор Анпилов заявил, что программа «Тушите свет!» и её ведущие занимаются «надругательством над честью и достоинством русских людей», а канал НТВ «вместо того, чтобы говорить о нуждах народа, ведёт против него информационную войну, растлевает и оглупляет его». Вскоре после этого Анпилов также подал в Генпрокуратуру РФ жалобу на телеканал и на эту передачу.

## Последующие проекты
С 2005 по 2010 год Хрюн и Степан выходили в эфире радио «Эхо Москвы» и на канале RTVi в передаче «Грани недели» с Владимиром Кара-Мурзой по пятницам в 20:00. Это был повтор старых выпусков региональной телепрограммы «Персональный счёт», производившейся ныне закрытой компанией «Интерньюс», которой руководила Манана Асламазян. Рубрика Хрюна и Степана, как и сама программа, существовали с конца 2004 по начало 2007 года. Сама программа выходила на региональных телеканалах — партнёрах «Интерньюса» (например, на ТРК «Истоки» из Орла), на «Сети НН» в Нижнем Новгороде, на «Регион-ТВ» в Новосибирске и других).
С 2006 по 2007 год Хрюн и Степан вели программу «Моя хата с краю» на украинском телеканале «Интер» вместе с Сергеем Сивохо.
С новыми материалами персонажи с марта 2002 по июнь 2012 года появлялись в «Новой газете» под рубрикой «Станционный смотритель». Там же трудился и их «коллега» Филипп Шариков. Одно время имена «Хрюн Моржов» и «Степан Капуста» печатались в списке редакционной коллегии газеты среди других авторов и ведущих рубрик.
С 2009 по 2010 год на сайте радио «Свобода» начался показ анимационного сериала «Открытие России», главными героями которого стали Хрюн Моржов, Степан Капуста и Филипп Шариков. Первая серия, озаглавленная «Рюрики», 17 декабря была размещена на портале радиостанции.
В 2015 году команда «Пилота ТВ» сделала два специальных выпуска с участием Хрюна и Степана, включающих употребление матерных слов, по аналогии с не вышедшими в эфир выпусками «Тушите свет!». В одном из них («Хрюн и Степан поздравляют Лобанкова») Степана озвучивал Константин Карасик, так как к тому моменту Александра Ленькова уже как год не было в живых.

## Персонажи

Хрюн Моржов (слева) и Степан Капуста (справа)

### Хрюн Моржов
Имя персонажа «Хрюн Моржов» созвучно с русским просторечным эвфемизмом «хрен моржовый». По замыслу является повзрослевшим Хрюшей из детской передачи «Спокойной ночи, малыши» (а его соведущий в передаче, Степан Капуста, — повзрослевшим Степашкой).
Как правило, Хрюн появлялся на экране в стёганом ватнике с единственной пуговицей, под который была надета тельняшка, но в отдельных выпусках он был одет в различную одежду персонажей игравшихся сюжетов. Иногда на экране появлялось несколько Хрюнов в разных костюмах (технически являвшимися клонами исходного персонажа).
У Хрюна есть жена по имени Хавронья Матвеевна, не менее громкая и сквернословная. Впервые она появилась в ряде выпусков 2000 года, которые были посвящены тому, что Хрюн был арестован и сидел в тюрьме — это было связано с тем, что у Алексея Колгана были гастроли своего театра и он не мог присутствовать на озвучивании. В первых появлениях Хавронью озвучивала Нина Русланова, в дальнейшем её стал озвучивать уже сам Колган.
В отличие от Степана, ясно видимого интеллигента, являл собой прообраз простонародного гражданина со своеобразной «колхозной» артикуляцией и мимикой, конкретизированными жестами, а также индивидуальной способностью к афористичным высказываниям. Наибольшую известность получила его фраза «Мощно задвинул! Внушаить!», которая вскоре после первого появления в эфире стала крылатой. Также в выпусках на ТВ-6 и ТВС постоянно обращался к соведущим: «Мужики!», несмотря на то, что иногда приглашённым ведущим являлась женщина.
В конце передачи зачастую Хрюн со Степаном исполняли дуэтом песню собственного сочинения, обычно на мотив колыбельной песни из фильма «Цирк»:
Скучно жить, друзья, когда
Нам заткнули глотки!
Мы уходим в никуда,
Громко хлопнув водки!
последний эпизод программы (2003 год)

### Степан Капуста
По манере поведения и разговора — спародированный интеллигент, приверженец либеральных политических взглядов. При разговоре сильно шепелявит.
В отличие от своего друга, имевшего лишь малолетних поросят, Степан был отцом уже взрослого сына Тихона, иногда также участвовавшего в программе и сидевшего на месте Хрюна, который в это время по обыкновению заседал на месте приглашённого ведущего.

### Филипп Шариков
Работает корреспондентом и всегда предоставляет вниманию зрителей свежие новости в своей рубрике «Хот Дог News». По работе постоянно перемещается с места на место и всегда вещает без перебоев.
В выпусках «Митинг в поддержку НТВ» и «Захват НТВ» символизировал «продавшихся» журналистов и ведущих телеканала, согласившихся с условиями «Газпром-Медиа».
Каждый выпуск новостей начинает хриплым завыванием. Не очень часто присутствует в компании Хрюна и Степана, но присутствует почти в каждом выпуске.
После закрытия программы «Тушите свет» в программе «Красная стрела» стал продавцом свежей прессы, торговал в поезде или на станции «Волобое».

### Генка
Символизирует серую массу (большинство персонажей программы — коты).
В передаче являлся взрослым. Живёт по соседству с Хрюном и постоянно присутствует в программе, высовываясь в дыру в стене (начиная с выпусков на ТВ-6 с ноября 2001 года).
Почти каждую свою реплику начинает со слов «Это… я извиняюся!», что намекает на его возможную забывчивость. Пускает колкие шуточки в адрес соседей и ведущих — у последних намеренно и подчёркнуто коверкает фамилии (товарищ Максимальная, товарищ Сорокова, Мешок Талибов, господин Мукомолов и т. п.) — но его замечания по поводу очередной темы, затрагиваемой в каждом выпуске, имеют большую точность и вес. Имеет характерный смех, которым смеётся над ситуациями выпусков программы и своим соседом Хрюном, если тот не может понять какие-либо очевидные факты.
После закрытия программы «Тушите свет» вместе со многими её персонажами «перекочевал» в программу «Красная стрела» как начальник станции «Волобое».

## Ведущие
- Лев Новожёнов (31.07.2000 — май 2001, Новогодний спецвыпуск 31.12.2000, 14.01.2002)[75]
- Владимир Кара-Мурза (Новогодний спецвыпуск 31.12.2000, 2001—2003)[76][77][78]
- Светлана Сорокина (Новогодний спецвыпуск 31.12.2000, 04.06.2001, 27.06.2001, 24.08.2001, 04.09.2001, 21.09.2001, 17.10.2001, 14.11.2001, 28.11.2001, 26.12.2001, 13.11.2002, 30.12.2002)[79][80]
- Евгений Киселёв (Новогодний спецвыпуск 31.12.2000, 14.06.2001, 28.06.2001, 27.07.2001, 16.10.2001, 04.12.2001, 14.11.2002)[81][82]
- Михаил Осокин (Новогодний спецвыпуск 31.12.2000, 18.06.2001, 03.07.2001, 16.07.2001, 10.09.2001, 22.10.2001, 08.11.2001, 17.12.2001, 28.08.2002, 28.01.2003, 26.02.2003, 10.04.2003)[83][84][85][86][87]
- Андрей Норкин (Новогодний спецвыпуск 31.12.2000, 10.07.2001, 24.07.2001, 20.09.2001, 11.10.2001, 27.11.2001, 24.12.2001, 06.11.2002, 13.02.2003, 08.04.2003)[88]
- Марианна Максимовская (Новогодний спецвыпуск 31.12.2000, 06.07.2001, 12.07.2001, 28.08.2001, 24.09.2001, 10.10.2001, 22.11.2001, 18.12.2001, 16.01.2002, 03.09.2002, 16.10.2002, 26.11.2002, 21.01.2003, 05.03.2003, 02.04.2003, 30.04.2003)[89][90][91]
- Виктор Шендерович (Новогодний спецвыпуск 31.12.2000, 09.07.2001, 17.07.2001, 06.09.2001, 17.09.2001, 21.11.2001, 06.02.2003)[92]
- Иоланда Чен (Новогодний спецвыпуск 31.12.2000, 19.09.2001, 19.11.2001, 09.04.2003)[93]
- Константин Точилин (Новогодний спецвыпуск 31.12.2000, 03.12.2001, 04.09.2002, 26.03.2003)[94]
- Ирина Зайцева (Новогодний спецвыпуск 31.12.2000, 20.12.2001, 29.08.2002, 18.03.2003)[95]
- Кирилл Набутов (Новогодний спецвыпуск 31.12.2000, 26.11.2001)[96]
- Эрнест Мацкявичюс (Новогодний спецвыпуск 31.12.2000, 15.10.2001, 05.12.2001)[97]
- Алексей Кондулуков (Новогодний выпуск 31.12.2000, 27.12.2001)[98]
- Юлия Бордовских (Новогодний выпуск 31.12.2000, 13.07.2001, 18.07.2001, 01.08.2001, 05.09.2001, 15.11.2001)[99]
- Борис Берман (Новогодний спецвыпуск 31.12.2000, 04.03.2003)[100]
- Ильдар Жандарёв (Новогодний спецвыпуск 31.12.2000, 12.03.2003)[101]
- Владимир Познер (20.06.2001, 18.10.2001)[102]
- Марк Захаров (02.07.2001)[103]
- Елизавета Листова (23.07.2001, 21.08.2001, 13.12.2001, 27.08.2002, 11.10.2002, 12.02.2003, 27.03.2003, 23.04.2003)[104]
- Сергей Бунтман (30.08.2001, 29.10.2001, 19.03.2003)[105]
- Алим Юсупов (24.10.2001, 10.12.2001, 15.10.2002)[106]
- Елена Малышева (30.10.2001)[107]
- Вадим Глускер (31.10.2001)[108]
- Иван Усачёв (01.11.2001)[109]
- Сергей Селин (06.11.2001)[110]
- Николай Харитонов (07.11.2001)[111]
- Юлианна Шахова (12.11.2001, 16.04.2003)[112]
- Ашот Насибов (13.11.2001, 19.12.2001, 17.01.2002, 02.09.2002, 08.10.2002, 06.03.2003, 06.04.2003, 21.04.2003)[113][114]
- Вячеслав Крискевич (20.11.2001, 15.01.2002)[115]
- Григорий Кричевский (21.01.2002)[116]
- Ксения Туркова (05.09.2002, 09.10.2002, 20.11.2002, 13.03.2003)[117]
- Георгий Васильев (18.10.2002)[118]
- Алла Чернышёва (23.10.2002, 25.03.2003, 29.04.2003)[119]
- Владимир Соловьёв (12.11.2002, 04.02.2003, 01.04.2003)[120]
- Андрей Белькевич (25.11.2002)[121]
- Алексей Лысенков (27.11.2002)[122]
- Алексей Мочанов (28.11.2002)[123]
- Василий Уткин (04.12.2002)[124]
- Антон Комолов (11.12.2002)[125]
- Александр Ширвиндт (31.12.2002)[126]
- Михаил Швыдкой (30.01.2003)[127]
- Мария Шахова (05.02.2003, 20.03.2003)[128]
- Пётр Кулешов (19.02.2003)[129]
- Денис Панкратов (15.04.2003)[130]
- Пётр Косенко (22.04.2003)[131]

## Избранные выпуски
- 31 декабря 2000 года в полночь на НТВ вышел большой новогодний выпуск программы[132], в котором, помимо Хрюна и Степана, присутствовали все ведущие старого НТВ[133]: Лев Новожёнов, Татьяна Миткова, Андрей Норкин, Марианна Максимовская, Михаил Осокин, Владимир Кара-Мурза, Виктор Шендерович, Евгений Киселёв, Леонид Парфёнов, Борис Берман, Ильдар Жандарёв, Ирина Зайцева, Дмитрий Дибров, Светлана Сорокина, Кирилл Набутов, Елена Ханга, Николай Фоменко, Николай Николаев, Оксана Пушкина, Элеонора Филина, Эдуард Успенский, Яков Бранд, Павел Лобков, Владимир Гусинский (показан портрет через экран связи по телефону из Мадрида из программы «Сегодня», звучит голос Алексея Колгана), Павел Любимцев, Михаил Ширвиндт, Александр Беляев, Пётр Марченко, Кирилл Поздняков, Ольга Белова, Юлия Бордовских, Иоланда Чен, Кирилл Кикнадзе[134], а также корреспонденты Вячеслав Грунский, Алексей Веселовский, Борис Кольцов, Константин Точилин, Владимир Чернышёв, Тимофей Баженов, Елена Курляндцева, Эрнест Мацкявичюс, Вадим Такменёв, Наталья Забузова, Алексей Кондулуков, Алексей Ивлиев, Вадим Фефилов и Алексей Поборцев, представленные в виде «поющих» ёлочных украшений в самом конце новогодней передачи.
- В выпуске «Весеннее обострение» (от 20.03.2003) на экране телевизора Генки был показан фрагмент знаменитого видеообращения депутата ЛДПР Владимира Жириновского к президенту США Джорджу Бушу, но с переозвучкой. Выпуск был показан в эфире, мат приглушён[135].

### Внеэфирные выпуски
- К юбилею Александра Татарского, одного из учредителей студии «Пилот ТВ», которая выпускала «Тушите свет», был сделан спецвыпуск программы, особенностью которого стало чрезмерное использование обсценной лексики. Для эфира он не предназначался (исключительно для внутреннего пользования)[136], однако был выложен в Интернет. Лев Новожёнов в этом выпуске вначале безуспешно пытается усмирить разбушевавшихся «зверей», но потом начинает использовать ненормативную лексику сам[137].
- Уже после перехода на «ТВ-6» был сделан специальный выпуск ко дню рождения Льва Новожёнова, также не пошедший в эфир по цензурным соображениям, поскольку содержал «крепкие выражения»[138].
- Также существует полная версия выпуска с Петром Кулешовым, в котором Генка в конце оскорбляет соведущего «крепким словцом»[139](в вышедшей в эфир версии слова Генки были обрезаны на фразе "Шо?", после которой как раз и шла ненормативная лексика[140]).
- Был ещё один «матерный» спецвыпуск — к десятилетию «Новой газеты»[141].

### Комментарии
1. ↑  В 2010-2011 годах на бывшем телеканале ДТВ выходило реалити-шоу под названием «Спокойной ночи, мужики!» с ведущей Анфисой Чеховой, производства компании «Вайт Медиа»